# Бернед, Антуан
Антуа́н Жозе́ф Эмманюэ́ль Берне́д (фр. Antoine Joseph Emmanuel Bernède; 26 мая 1999 года, Париж, Франция) — французский футболист, полузащитник швейцарского клуба «Лозанна».

## Карьера
Бернед является уроженцем Парижа. Заниматься футболом начинал в школе Солитер, откуда в 13 лет перебрался в академию «Пари Сен-Жермена». С сезона 2016/2017 — игрок второй команды клуба. Дебютировал за неё 13 августа 2016 года в поединке против второй команды «Ренна». Всего в дебютном сезоне провёл 17 встреч, забил 1 гол, 13 мая 2017 года поразив ворота «Шатобриана». В сезоне 2017/18 также выступал за вторую команду, провёл девять встреч, восемь из них начинал в стартовом составе. Перед сезоном 2018/19 проводил сборы с основной командой.
4 августа 2018 года дебютировал за неё в поединке Суперкубка Франции против «Монако». Бернед вышел на поле на 74-й минуте, заменив Тиагу Силва. 12 августа того же года дебютировал в Лиге 1, выйдя в стартовом составе на встречу первого тура против «Кана». Бернед вышел уже в стартовом составе и провёл все девяносто минут.
6 февраля 2019 года Антуан Бернед подписал контракт с клубом австрийской Бундеслиги «Ред Буллом» из Зальцбурга.

## Достижения
- Обладатель Суперкубка Франции: 2018
- Чемпион Австрии: 2018/19, 2019/20, 2020/21, 2021/22
- Обладатель Кубка Австрии: 2018/19, 2019/20, 2020/21, 2021/22